# 汉内斯·佩科尔特
汉内斯·佩科尔特（德語：Hannes Peckolt，1982年11月18日—），德国男子帆船运动员。他曾代表德国参加2008年夏季奥林匹克运动会帆船比赛，联同扬-彼得·佩科尔特获得一枚铜牌。